# Martin Schätzl

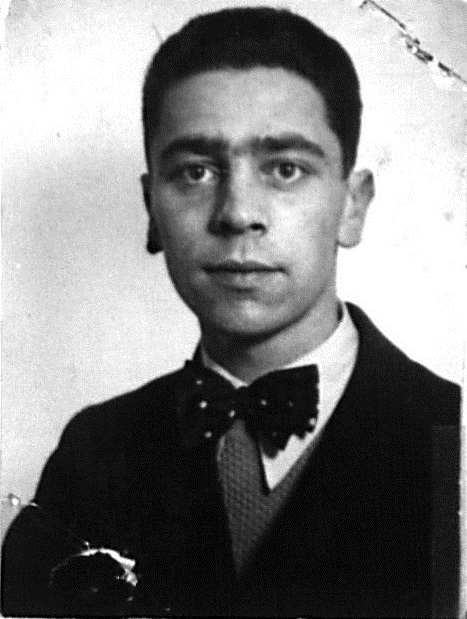
Martin Schätzl (um 1932).

Martin Schätzl (* 13. März 1909 in München; † 2. Juli 1934 im KZ Dachau) war ein deutscher Maler, SA-Mitglied und eines der Opfer des so genannten „Röhm-Putsches“.

## Leben
Schätzl war ein Sohn des Kaufmanns Martin Schätzl Senior (* 23. Juli 1885 in Rohrbach) und seiner Ehefrau Katharina (21. August 1887 in Winzer). Zur Familie gehörte noch eine Schwester. Die Eltern ließen sich 1923 scheiden und lebten anschließend getrennt.
In seiner Kindheit besuchte Schätzl acht Jahre lang die Volksschule und anschließend zwei Jahre lang eine Privat-Malschule. Zum Wintersemester 1927/28 immatrikulierte er sich an der Akademie der bildenden Künste München, wo er vier Semester verbrachte.
1928 lernte Schätzl in Straubing den ehemaligen Offizier und völkischen Politiker Ernst Röhm kennen, mit dem er sehr bald Freundschaft schloss. Später wurde vielfach über eine homosexuelle Verbindung zwischen Schätzl und dem für seine Homosexualität bekannten Röhm spekuliert: Die Röhm-Biografin Eleanor Hancock ist hingegen der Ansicht, dass die Beziehung Röhm-Schätzl rein platonischer Natur war: Zum einen sei Schätzl heterosexuell veranlagt gewesen, zum anderen habe Röhm Schätzl zwar als gutaussehend empfunden, sich aber nicht sinnlich zu ihm hingezogen gefühlt. Vielmehr sei Röhm ein väterlicher Freund Schätzls gewesen, der ihn „Onkel Ernst“ genannt habe.
Röhm hatte zu dieser Zeit jedoch häufig sexuelle Kontakte zu deutlich jüngeren Männern und die genaue Beziehung zwischen Schätzl und Röhm, ebenso wie eine etwaige Bisexualität Schätzls lässt sich angesichts der Quellenlage kaum abschließend beurteilen. 
Als Röhm Ende 1928 eine Stellung als Inspekteur im Generalstab der bolivianischen Armee erhielt, begleitete Schätzl ihn nach Südamerika, wo er bis zu Röhms Rückkehr nach Deutschland im Herbst 1930 als dessen Sekretär fungierte. Röhm erklärte die Entscheidung, Schätzl, dessen Schiffspassage er bezahlte, mitzunehmen, später damit, dass er nicht ganz alleine in die Fremde habe gehen wollen. In Bolivien betätigte Schätzl sich neben seiner Arbeit für Röhm auch intensiv künstlerisch: Er gestaltete den Einband von Röhms Memoirenbuch Geschichte eines Hochverräters und konnte mehrmals seine Bilder ausstellen. Große Beachtung fand insbesondere eine Ausstellung in den Räumen des Club Bancario in La Paz vom 27. September bis 3. Oktober 1930.
Im Oktober 1930 kehrte Schätzl zusammen mit Röhm mit dem Schiff Sachsen der Hamburg-Amerika-Linie nach Europa zurück. Am 6. November 1930 trafen sie wieder in München ein. Während Röhm intern zu diesem Zeitpunkt von Adolf Hitler als neuer Stabschef der SA designiert wurde und diese Stellung zum Jahresanfang 1931 antrat, nahm Schätzl in München die Tätigkeit eines akademischen Malers auf. In den Münchener Adressbüchern wurde er fortan als "Kunstmaler und Graphiker" mit der Adresse Adalbertstraße 19 angeführt.
Auf Drängen von Röhm trat Schätzl im November 1930 in die NSDAP (Mitgliedsnummer 348.934) und im Februar 1931 in die SA ein. 
Später war Schätzl zeitweise Mitglied der Schutzstaffel (SS), bevor er im April 1934 in die SA zurückkehrte. In der SS wurde er zum Scharführer (15. November 1933) befördert. Zuletzt gehörte er in der SS dem 3. Sturm des I. Sturmbannes der 1. SS-Standarte an. Gemäß dem Führerbefehl der Obersten SA-Führung (OSAF) Nr. 23 wurde Schätzl mit Wirkung vom 1. Februar 1934 in den Stab der OSAF versetzt, in dem er fortan in der Adjutantur als persönlicher Mitarbeiter Ernst Röhms tätig war. Mit seiner Versetzung in die OSAF war seine Überführung von der SS in die SA und die Beförderung zum SA-Truppführer verbunden. Kurze Zeit später wurde Schätzl durch den Führerbefehl 23a vom 20. April 1934 mit Wirkung zu diesem Tag zum SA-Obertruppführer befördert.
Ende 1933 absolvierte Schätzl auf Empfehlung Röhms einen Fliegerkursus im schlesischen Glogau.

### Ermordung
Am 29. Juni 1934 reiste Schätzl nach Bad Wiessee, um Röhm, der sich dort zur Kur aufhielt, seine Galauniform für eine am nächsten Tag angesetzte SA-Führertagung zu bringen. In den Morgenstunden des 30. Juni wurde er zusammen mit Röhm und den übrigen Personen aus Röhms Umgebung, die sich in Wiessee aufhielten, von Hitler und einem Polizeibegleitkommando im Zuge der Röhm-Affäre verhaftet und ins Gefängnis München-Stadelheim verbracht. In den Morgenstunden des 2. Juli 1934 wurde Schätzl zusammen mit dem Chef von Röhms Stabswache Julius Uhl und mit Röhms Chauffeur Johann Heinrich König ins KZ Dachau überführt und dort von Angehörigen der SS-Wachtruppe des Lagers erschossen. Da diese Erschießungen erfolgten, nachdem zuvor der Befehl zur Einstellung aller Erschießungen aus Berlin gekommen war, wurden diese drei Erschießungen in der offiziellen Todesliste zum Röhm-Putsch auf den 1. Juli 1934 zurückdatiert.
Schätzls Leiche wurde kremiert. Die Urne mit seiner Asche wurde Ende September/Anfang Oktober 1934 unter Aufsicht der Bayerischen Politischen Polizei seinem Vater im Bestattungsamt in der Thalkirchnerstraße zur Verfügung gestellt und einige Tage später vom Bestattungsamt auf den Münchener Westfriedhof gebracht und beigesetzt (Grab 117-2-13). Die Polizei machte es zur Auflage, das nicht mehr als sechs Personen der Beerdigung beiwohnen durften und die Beerdigung nicht länger als 5 Minuten dauern durfte. Die Teilnahme eines Geistlichen war ebenfalls verboten. Das Grab wurde 1981 aufgelöst.
In einer privaten Unterredung mit Elsa Schmidt-Falk, einer gemeinsamen Bekannten von ihm und Röhm, behauptete Hitler Ende Juli/Anfang August 1934, dass Schätzl sich, als Röhm erschossen werden sollte, vor Röhm geworfen habe und dabei getötet worden sei. Hitler hätte daraufhin in melodramatischer Weise die Faust vor die Stirn gehalten.
Durch den Führerbefehl der OSAF Nr. 26 vom 31. Oktober 1934 wurde Schätzl zusammen mit einer Reihe anderer im Zuge der Säuberungsaktion vom Sommer 1934 verhafteter und/oder erschossener SA-Angehöriger postum unter Enthebung seiner Dienststellung und Aberkennung seines Dienstgrades aus der SA ausgestoßen. Schätzls Mutter erhielt seit 1935 eine monatliche Rente von 150 RM als Entschädigung aus Staatsmitteln für das Ableben ihres Sohnes gezahlt.

### Sekundärliteratur
- Andreas Dornheim: Röhms Mann fürs Ausland. Politik und Ermordung des SA-Agenten Georg Bell, 1998.
- Eleanor Hancock: Ernst Röhm. Hitler's SA Chief of Staff, 2008.
- Hans-Günter Richardi / Klaus Schumann: Geheimakte Gerlich/Bell: Röhms Pläne für ein Reich ohne Hitler, 1993.
- Wolfram Selig: Die Opfer des Röhm-Putsches in München. In: Winfried Becker / Werner Chrobak (Hrsg.): Staat, Kultur, Politik. Beiträge zur Geschichte Bayerns und des Katholizismus. Festschrift zum 65. Geburtstag von Dieter Albrecht. Lassleben, Kallmünz 1992, S. 341–356.

### Zeitgenössische Zeitungsartikel
- “Hoy, a las 11, Inaugra Su Exposicón de Pintura el Maestro Alemán Martín Schaetzl, en un Salón del C. Bancerio”, in: El Diario vom 27. September 1930
- “Comentarios sobre la exposición del pintor alemán Martín Schaetzl”, in: El Diario vom 3. Oktober 1930.